# 周素敏
周素敏（1957年—），山东微山人，汉族，中华人民共和国政治人物、第十一届全国人民代表大会山东地区代表。
毕业于山东电视大学数学专业。担任微山县实验中学教师。2008年起担任全国人大代表。